# 井號
井號（#），是Unicode和ASCII字元35或0x0023。
在漢語，通常以其外觀喚為「井號」或「井字號」。在英語，Unicode建議稱為number sign（數字記號），可能因為它常用於表示序數，日語稱為「番号記号」或「井桁」。另一個常用於表示序數的符號是№。

## #的含義
注释符號（comment sign）
在部分編程語言如Perl和Python，#表示一句注释的開始
pound sign
美式英語名稱。
hash / hash key / hash mark
美國以外最流行的名稱；在英國和澳洲，稱呼電話鍵盤中的「#」
hex
「#」在編程語言如HTML用以表示十六進制
国际象棋
将死（checkmate）的意思
anchor
「#」在HTML的超链接中表示HTML锚。
sharp
外觀如樂譜中变音记号的升号，如“C#”便讀作「C sharp」。需要注意的是，乐谱的升号和井号的字形不完全一样。标准井号字符（#）横线水平，而竖线向右倾斜；而乐谱的升号（♯）为了在五线谱中容易识别，横线改为斜向上但竖线垂直。
tic-tac-toe （美式） / noughts-and-crosses （英式）
井字棋的名字，因為像其棋盤
crosshatch（交叉線）、fence（欄）、gate（閘）、grid（格）、gridlet、pig pen
外觀相近
質數階乘符號
n的質數階乘計為n#。
主題標籤（Hashtag）
在推特（现改名为X）等社群網站，用一個井號加上一個詞、單字，或沒有空格的一句話可用來標示一個特定的主題，將各篇獨立的貼文串連在一起。而在新浪微博等中文社交媒体中，多用两个#号中间夹带主题的形式，因为中文没有在词语间空格的习惯。
电话/手机中的键位
井号用于座机中的特殊功能。例如，座机設置鬧鐘就要先按「*55*」；井号用于组成智能手机中的特殊代码。例如“#31#”+要拨出的电话号码即可隐藏来电号码（需要手机号码对应运营商支持该功能）。